# 三ツ頭
三ツ頭（みつがしら）は福岡県北九州市八幡西区の地名。三ツ頭一丁目から二丁目の町がある。住居表示実施済み。郵便番号は807-0878。

## 地理
八幡西区の北西端に位置し、南東に大字浅川と接し、北から東に若松区と、西から南に水巻町と接する。

### 河川
- 一級河川 江川
- 一級河川 曲川

## 地域の特徴
町域の北縁を江川が流れ、西縁を曲川が北流し、北西端で合流する。町域の南端から県道202号水巻芦屋線が北上、北部を横断する県道26号北九州芦屋線と町域のすぐ北側で交差する。町域内はほぼ平坦な地形である。

一丁目に三ツ頭公民館，遍照院、二丁目に北九州市交通局 向田営業所，福岡県鯨瀬配水機場がある。

## 歴史
この辺りは大字浅川の字、三ツ頭，下ノ和田，丸ノ内と呼ばれていた地域で、町名の由来にもなっている。かつては日炭高松炭鉱の炭鉱住宅街であり、現在の遍照院駐車場付近に当時は三ツ頭幼稚園があった。

### 沿革
- 1996年（平成8年）6月1日 - 三ツ頭一丁目 - 二丁目新設[4][5]。

### 町名の変遷
| 実施内容          | 実施年月日              | 実施後       | 実施前         |
| ----------------- | ----------------------- | ------------ | -------------- |
| 町名新設 住居表示 | 1996年（平成8年）6月1日 | 三ツ頭一丁目 | 大字浅川の一部 |
| 町名新設 住居表示 | 1996年（平成8年）6月1日 | 三ツ頭二丁目 | 大字浅川の一部 |

## 世帯数と人口
2025年（令和7年）3月31日現在（北九州市発表）の世帯数と人口は以下の通りである。
| 町           | 世帯数  | 人口    |
| ------------ | ------- | ------- |
| 三ツ頭一丁目 | 163世帯 | 304人   |
| 三ツ頭二丁目 | 350世帯 | 760人   |
| 計           | 513世帯 | 1,064人 |

### 人口の変遷
国勢調査による人口の推移。
| 1995年（平成7年）  | - 人    | [ 6 ]  |  |
| 2000年（平成12年） | 1,064人 | [ 7 ]  |  |
| 2005年（平成17年） | 1,058人 | [ 8 ]  |  |
| 2010年（平成22年） | 1,036人 | [ 9 ]  |  |
| 2015年（平成27年） | 1,000人 | [ 10 ] |  |
| 2020年（令和2年）  | 1,034人 | [ 11 ] |  |

### 世帯数の変遷
国勢調査による世帯数の推移。
| 1995年（平成7年）  | - 世帯  | [ 6 ]  |  |
| 2000年（平成12年） | 383世帯 | [ 7 ]  |  |
| 2005年（平成17年） | 388世帯 | [ 8 ]  |  |
| 2010年（平成22年） | 412世帯 | [ 9 ]  |  |
| 2015年（平成27年） | 406世帯 | [ 10 ] |  |
| 2020年（令和2年）  | 434世帯 | [ 11 ] |  |

## 学区
市立小・中学校に通う場合、学区は以下の通りとなる。
| 町           | 街区 | 小学校               | 中学校               |
| ------------ | ---- | -------------------- | -------------------- |
| 三ツ頭一丁目 | 全域 | 北九州市立浅川小学校 | 北九州市立浅川中学校 |
| 三ツ頭二丁目 | 全域 | 北九州市立浅川小学校 | 北九州市立浅川中学校 |

## 交通

### バス
域内のバス停と系統は以下のとおりである。
| 運行事業者 | 運行事業者 | 北九州市交通局 | 北九州市交通局 | 北九州市交通局 | 北九州市交通局 | 北九州市交通局 | 北九州市交通局 | 北九州市交通局 | 北九州市交通局 | 北九州市交通局 |
| 系統       | 系統       | 35             | 40             | 54             | 65             | 70             | 83             | 84             | 85             | 86             |
| 停留所     | 五月       |                |                |                |                |                | ○              | ○              | ○              | ○              |
| 停留所     | 三松園     |                |                |                |                |                | ○              | ○              | ○              | ○              |
| 停留所     | 第二三松園 |                |                |                |                |                | ○              | ○              | ○              | ○              |
| 停留所     | 向田       |                |                |                |                | ○              |                | ○              | ○              |                |
| 停留所     | 向田営業所 | ○              | ○              | ○              | ○              |                | ○              |                |                | ○              |

### 道路
- 県道26号北九州芦屋線
- 県道202号水巻芦屋線

## 施設

### 役所・公的機関
- 福岡県鯨瀬配水機場
- 北九州市交通局 向田営業所

### 公共施設
- 三ツ頭公民館

### 寺社
- 遍照院

### 公園
- さつきヶ丘公園
- 三ツ頭公園